# Hohenau an der Raab
Hohenau an der Raab est une ancienne commune autrichienne du district de Weiz en Styrie.

## Géographie
Hohenau an der Raab se situe au bord des Alpes.